# 中野菜保子
中野 菜保子（なかの なおこ、1976年8月19日 - ）は日本の女優、劇作家、演出家。大阪府出身。大阪府立清水谷高等学校、愛知大学文学部卒業。現在、日本劇作家協会会員。日本演出者協会会員。劇団上海自転車を主宰。

## プロフィール
- 身長155cm 体重42kg（スリーサイズ84・60・85）。O型のしし座。趣味は読書、ジャズダンス、お笑い鑑賞、人間観察、お菓子作り、ドライブ。特技は演技、歌、書道六段、硬筆一級、珠算初段。
- 大阪府立清水谷高等学校、愛知大学と演劇研究会に所属。大学在学中に劇団うりんこ創設者故しかたしんに師事し、小学生を対象にリーディングの活動を始める。
- 2001年喜劇集団劇団上海自転車を旗揚げし、全作品の出演、演出を手がける。

## 主な受賞作
- 2002年日本青少年演劇作家会議劇作講座「第8回三分間ふたり芝居」において、脚本「ひとつ売って」が入選。
- 2004年新風舎「新聞に載らない小さな事件」コンテストにおいて「憧れのマユちゃん」が佳作を受賞。

## 主な作品
- CBCテレビ「太郎と花子」出演
- 鈴木馨バレエスタジオ公演「THE ODORI」出演
- 高砂殿ブライダルフェアー 出演
- 雑誌「De-View」
- 富士松北小学校刈谷市研究発表「あのすばらしい森をもう一度」脚本・演出
- 語りべ劇団「セロ弾きのゴーシュ」演出